# Vincelestes
Vincelestes — це вимерлий рід активно рухливих ссавців, який жив у Південній Америці під час ранньої крейди від 130 до 112 млн років тому.

## Опис
Vincelestes neuquenianus — єдиний відомий на сьогодні вид. Зразки були знайдені у формації Ла-Амарга на півдні провінції Неукен, Аргентина. Останки дев'яти осіб були знайдені на цьому місці.

## Дієта
В одному дослідженні мезозойських ссавців Вінцелестес описується як таксон травоїдних і всеїдних.

## Філогенез
Хоча Вінцелестес і не був прямим предком теріан, він важливий, оскільки дає уявлення про те, як міг виглядати предок як плацентарних, так і сумчастих ссавців, а також дає вказівку на те, коли ці ссавці могли виникнути.
Деякі дослідження навпаки відновили рід як австралосфеніду, хоча сучасна думка вважає Вінцелестеса сестрою сумчастих і плацентарних ссавців.